# Comberanche-et-Épeluche
Comberanche-et-Épeluche település Franciaországban, Dordogne megyében. Lakosainak száma 165 fő (2022. január 1.). Comberanche-et-Épeluche Allemans, Bourg-du-Bost, Ribérac és Vanxains községekkel határos.

## Népesség
A település népességének változása:
| Lakosok száma | 161  | 128  | 130  | 169  | 164  | 166  | 168  | 166  | 164  | 165  |
|               | 1968 | 1982 | 1990 | 2006 | 2013 | 2015 | 2017 | 2019 | 2020 | 2022 |